# ウビフ語
ウビフ語（ウビフご、ウビフ語: t°axəbza, tʷɜχɨbzɜ）は、かつてウビフ人によって話されていた北西コーカサス語族（アブハズ・アディゲ諸語）の言語の一つ。

## 概要
ウビフ語は80または81の子音を持ち、コン語の子音が解明されるまでは世界でもっとも多くの子音を持つ言語であると考えられていた。
膠着的な形態法を持つ。能格型の格標示を行う。8～10個の時制と5個の格を区別する。動詞は多くの接頭辞と接尾辞によるきわめて複雑な派生・屈折を行う。
ウビフ語話者は自身の言語をtʷɜχɨbzɜと呼んだ。これはウビフ人の自称であるtʷɜχɨ:195と言語を表すbzɜ:91の複合語である。
「ウビフ」という名称はアディゲ語におけるウビフ人の呼称（アディゲ語: убых /wɨbɨx/）から来ている:22。

## 歴史
ウビフ語を話していたウビフ人はかつて黒海北部沿岸のソチ周辺に住んでいたが、1864年に起きたロシアとのコーカサス戦争で敗戦後、生き残ったウビフ人の殆どはトルコへ移住した:33。
ウビフ語の最古の記録として知られているのは17世紀頃にエヴリヤ・チェレビが記したセイハトナーメで、「サズ語」としてウビフ語を記録している:8-9。サズ人はアブハジア人の住む土地とウビフ人の住む土地の間に住んでいたと言われており、ウビフ人同様にコーカサス戦争後はトルコへ移住している。尚、サズ人はアブハズ語の一方言を話しており、ウビフ語とは関係無い。
近代ではジェームス・ベルが1840年に「アバザ語」としてウビフ語の単語を記録しており、1887年にはピョートル・ウスラルがアブハズ語の文法書内の補遺にウビフ語の記録を遺している。
ロシア科学アカデミーの要請によりアドルフ・ディルが1913年にウビフ語の調査を行い:1-4、1928年にウビフ語に関する書籍を出版した。これが知られている限り最も古い体系的なウビフ語の記録である。彼は自著にて次のようなことを述べており、1913年の時点で既にウビフ語が絶滅寸前であったことがわかる。
第二次世界大戦前に単独の本として出版されたウビフ語の著書はアドルフ・ディル以外に1931年にジョルジュ・デュメジル、1934年にジュリアス・メスザロスがそれぞれ出版している。
第二次世界大戦後、ジョルジュ・デュメジルを筆頭に多くの学者がウビフ語を記録した。1954年に「ウビフ語の発音構造」、1955年に「ウビフ語の喉音」、1958年に「ウビフ語の母音」という論文が発表され、子音が80個以上存在するという学説が成立する。それ以前の文献では子音の表記が不正確:162-163であるため注意が必要であるが、Dirr 1928とDumézil 1931に記載されたウビフ語テキストは1959年に校正され:51-76、Mészáros 1934に記載されたことわざ一覧は1960年に校正された:79-89。この音素構造の解明とテキストの校正では、ウビフ語話者であるテヴフィク・エセンチが活躍した。彼はトルコ語が流暢に話せない祖父母に育てられ:66-67、8歳までウビフ語のみで生活をしていた:258ウビフ語母語話者で、1956年から亡くなる前年の1991年までウビフ語の記録に協力した。
単語集自体はDirr 1928, Dumézil 1931, Mészáros 1934に収録されているが、前述通り音素が正確でなかった。1963年、ハンス・フォークトは今まで発表されたテキストを基にウビフ語-フランス語辞書を出版した。尚、この辞書は1965年デュメジルによって校正されている:197-259ため、この辞書を用いる際はデュメジルによる校正も参照する事が望ましい。
文法面は1959年以降、長らくまとまった資料が作られなかったが、1975年にデュメジルが「ウビフ語の動詞」を出版した。ウビフ語全体の文法については1989年にシャラシゼが記述している。また、2011年には初めて英語で書かれた文法書がフェンウィックにより出版された。
1992年10月7日、テヴフィク・エセンチが死去したことで母語話者が誰もいなくなり、死語となった:5。
2011年現在、ウビフ語の言葉を知る者は殆どおらず、知っていてもいくつかの短いフレーズが言える程度であったという報告がある。

### 歴史的な話者分布
公的なウビフ語の話者統計は存在しない。以下は断片的な情報である。
- 1864年以前、ウビフ人はソチ周辺に住んでいた。キシュマホフによれば、ウビフ人は現在のヴォルコンカ（ロシア語版）以南ホスタ（ロシア語版）以北の範囲に住んでいた[22]:346-347。
- 1889年にオーゲ・ベネディクツェン（グルジア語版）、1913年にジェームス・ベル、1930年にジョルジュ・デュメジルはサパンジャ（英語版）にあるウビフ人の村を訪れていたが、1965年までに話者の殆どが死亡していた[17]:11-36。
- 1931年ジュリアス・メスザロス、1953年以降のジョルジュ・デュメジル、1957年以降のハンス・フォークト、1965年以降のジョルジュ・シャラシゼ（英語版）などの大半の言語学者はバルケスィルのマニャス地区にあるウビフ人の村を訪れていた[23]:38。テヴフィク・エセンチはマニャス地区のHacı Osman köyü (ウビフ語:lɜkʷʼɐɕʷɜ[2]:136)と呼ばれる地区に住んでいた。
- カフラマンマラシュとサムスンにもウビフ語話者が居たとされているが、カフラマンマラシュでは1967年に最後の話者が死亡し、サムスンでは1974年の時点で誰もウビフ語を話していなかったという報告があり、言語学者による調査は殆ど行われていない[24]:278。

## 音素
ウビフ語は北西コーカサス語族の中では比較的珍しい咽頭音を区別する言語として知られている。咽頭音を区別する言語は他にもアブハズ語のブズィプ方言などが知られているが、ウビフ語は北西コーカサス語族の中でも特に咽頭音が多い:150。
ウビフ語に出現する音素は話者により若干異なる。テヴフィク・エセンチのように外来語由来の子音を含め84個の音素を区別している者もいれば、一方で60個程度しか子音の区別がなかったケースもある（後述）。
他の北西コーカサス語族に属する言語と同じく、母音の数が極端に少ない。ウビフ語では2個または3個しかない。

### 子音
子音は80個または81個存在する。これは[kʼ]を固有の音素として数えるかどうかで学者によって意見が異なっているためである。
いずれも借用語に現れる音素を含めれば84個である。借用語にのみ現れる子音は[k] [g] [v]の3音素で、[kʼ]を加えるなら4音素である。
以下はデュメジルによる子音表:13及びフェンウィックによる実際の発音記号:17-24である。デュメジルは[kʼ]を固有の音素として数えている。
ウビフ語では歯茎音～歯茎硬口蓋音の間に独特な唇音化が発生した:15-17。アブハズ語の子音表も参照。
|          |          | 唇音 | 唇音  | 歯茎音 | 歯茎音 | 歯茎音 | 後部歯茎音 | 後部歯茎音 | 歯茎硬口蓋音 | 歯茎硬口蓋音 | そり舌音 | 軟口蓋音 | 軟口蓋音 | 軟口蓋音 | 軟口蓋音 | 口蓋垂音 | 口蓋垂音 | 口蓋垂音  | 口蓋垂音 | 口蓋垂音 | 声門音 |
| 平音     | 咽頭     | 平音 | 唇音  | 側面   | 平音   | 唇音   | 平音       | 唇音       | 口蓋         | 平音         | そり舌音 | 唇音     | 咽頭     | 口蓋     | 平音     | 唇音     | 咽頭     | 唇音+咽頭 |          |          | 声門音 |
| -------- | -------- | ---- | ----- | ------ | ------ | ------ | ---------- | ---------- | ------------ | ------------ | -------- | -------- | -------- | -------- | -------- | -------- | -------- | --------- | -------- | -------- | ------ |
| 鼻音     | 鼻音     | [m]  | [mˤ]  | [n]    |        |        |            |            |              |              |          |          |          |          |          |          |          |           |          |          | ([ʔ])  |
| 破裂音   | 無声音   | [p]  | [pˤ]  | [t]    | [t͡p]   |        |            |            |              |              |          | [kʲ]     | [k]      | [kʷ]     |          | [qʲ]     | [q]      | [qʷ]      | [qˤ]     | [qʷˤ]    |        |
| 破裂音   | 有声音   | [b]  | [bˤ]  | [d]    | [d͡b]   |        |            |            |              |              |          | [ɡʲ]     | [ɡ]      | [ɡʷ]     |          |          |          |           |          |          |        |
| 破裂音   | 放出音   | [pʼ] | [pˤʼ] | [tʼ]   | [t͡pʼ]  |        |            |            |              |              |          | [kʲʼ]    | [kʼ]     | [kʷʼ]    |          | [qʲʼ]    | [qʼ]     | [qʷʼ]     | [qˤʼ]    | [qʷˤʼ]   |        |
| 破擦音   | 無声音   |      |       | [t͡s]   |        |        | [t͡ʃ]       |            | [t͡ɕ]         | [t͡ɕᶲ]        | [ʈ͡ʂ]     |          |          |          |          |          |          |           |          |          |        |
| 破擦音   | 有声音   |      |       | [d͡z]   |        |        | [d͡ʒ]       |            | [d͡ʑ]         | [d͡ʑᵝ]        | [ɖ͡ʐ]     |          |          |          |          |          |          |           |          |          |        |
| 破擦音   | 放出音   |      |       | [t͡sʼ]  |        |        | [t͡ʃʼ]      |            | [t͡ɕʼ]        | [t͡ɕᶲʼ]       | [ʈ͡ʂʼ]    |          |          |          |          |          |          |           |          |          |        |
| 摩擦音   | 無声音   | [f]  |       | [s]    |        | [ɬ]    | [ʃ]        | [ʃʷ]       | [ɕ]          | [ɕᶲ]         | [ʂ]      |          | [x]      |          |          | [χʲ]     | [χ]      | [χʷ]      | [χˤ]     | [χˤʷ]    | [h]    |
| 摩擦音   | 有声音   | [v]  | [vˤ]  | [z]    |        |        | [ʒ]        | [ʒʷ]       | [ʑ]          | [ʑᵝ]         | [ʐ]      |          | [ɣ]      |          |          | [ʁʲ]     | [ʁ]      | [ʁʷ]      | [ʁˤ]     | [ʁˤʷ]    |        |
| 摩擦音   | 放出音   |      |       |        |        | [ɬʼ]   |            |            |              |              |          |          |          |          |          |          |          |           |          |          |        |
| 接近音   | 接近音   |      |       |        |        | [l]    |            |            | [j]          |              |          |          |          | [w]      | [wˤ]     |          |          |           |          |          |        |
| ふるえ音 | ふるえ音 |      |       | [r]    |        |        |            |            |              |              |          |          |          |          |          |          |          |           |          |          |        |

### 母音
母音は他の北西コーカサス語族と同様極端に少なく、2つまたは3つしか区別が存在しない。 
開母音について、アブハズ語のような長母音と短母音の違い（母音としては1種類）があるか、アディゲ語のような広母音と半広母音の違いがあるかで学者によって意見が異なるため母音の数が確定していない。
また、垂直母音構造であり、前舌母音や後舌母音といった舌の位置について区別がないため、多くの異音が現れる:25。
|         | 三母音説 | 二母音説 |
| ------- | -------- | -------- |
| 狭/閉   | /ɨ/      | /ə/      |
| 半広/開 | /ɜ/      | /a/      |
| 広/長開 | /ɐ/      | /aː /    |

## 方言
話者によって差異が存在するため厳密には話者毎に方言を設定する事ができるが、特筆するべきはデュメジルがKaracalarでOsman Güngörというインフォーマントから記録したウビフ語（の方言と思わしきもの:266-269）である。

### 音素
多くの違いが存在するが、特に異なる部分は以下の3点である。
- 咽頭音が殆ど出現しない。代わりに平音または硬音(fortis)が出現する。デュメジルは ɐbˤɜ (病気)と qʷˤɨ (吠える)の2単語でのみ咽頭音を観測している。
- 口蓋化口蓋垂音が出現しない。代わりに平音または硬音(fortis)が出現する。
- [t͡p] [d͡b] [t͡pʼ] が完全に[p] [b] [pʼ]として発音されている。

以下に挙げるのはコラルッソによる子音表:418である。ただし[ɣ]についてデュメジルは存在しない事が示唆されると書いているため赤で示した。
またデュメジルが示したが、コラルッソが示さなかった音素[mː](mːɜ りんご,mˤɜ)と、[qː](qːɜ - 咳をする,qʲɜ)を青で示した。
[bˤ]と[qʷˤ]は本表には加えていない。
|          |          | 唇音 | 唇音  | 歯茎音 | 歯茎音 | 後部歯茎音 | 後部歯茎音 | 歯茎硬口蓋音 | 歯茎硬口蓋音 | 歯茎硬口蓋音 | そり舌音 | 軟口蓋音 | 軟口蓋音 | 軟口蓋音 | 軟口蓋音 | 口蓋垂音 | 口蓋垂音  | 口蓋垂音 | 口蓋垂音 | 声門音 |
| 平音     | 硬音     | 平音 | 側面  | 平音   | 唇音   | 平音       | 唇音       | 唇音+硬音    | 口蓋         | 平音         | そり舌音 | 唇音     | 硬音     | 平音     | 唇音     | 硬音     | 唇音+硬音 |          |          | 声門音 |
| -------- | -------- | ---- | ----- | ------ | ------ | ---------- | ---------- | ------------ | ------------ | ------------ | -------- | -------- | -------- | -------- | -------- | -------- | --------- | -------- | -------- | ------ |
| 鼻音     | 鼻音     | [m]  | [mː ] | [n]    |        |            |            |              |              |              |          |          |          |          |          |          |           |          |          |        |
| 破裂音   | 無声音   | [p]  |       | [t]    |        |            |            |              |              |              |          | [kʲ]     |          | [kʷ]     |          | [q]      | [qʷ]      | [qː ]    |          |        |
| 破裂音   | 有声音   | [b]  |       | [d]    |        |            |            |              |              |              |          | [ɡʲ]     |          | [ɡʷ]     |          |          |           |          |          |        |
| 破裂音   | 放出音   | [pʼ] |       | [tʼ]   |        |            |            |              |              |              |          | [kʲʼ]    |          | [kʷʼ]    |          | [qʼ]     | [qʷʼ]     |          |          |        |
| 破擦音   | 無声音   |      |       | [t͡s]   |        | [t͡ʃ]       |            | [t͡ɕ]         | [t͡ɕʷ]        |              | [ʈ͡ʂ]     |          |          |          |          |          |           |          |          |        |
| 破擦音   | 有声音   |      |       | [d͡z]   |        | [d͡ʒ]       |            | [d͡ʑ]         | [d͡ʑʷ]        |              | [ɖ͡ʐ]     |          |          |          |          |          |           |          |          |        |
| 破擦音   | 放出音   |      |       | [t͡sʼ]  |        | [t͡ʃʼ]      |            | [t͡ɕʼ]        | [t͡ɕʷʼ]       |              | [ʈ͡ʂʼ]    |          |          |          |          |          |           |          |          |        |
| 摩擦音   | 無声音   | [f]  |       | [s]    | [ɬ]    | [ʃ]        | [ʃʷ]       | [ɕ]          | [ɕʷ]         | [ɕː ʷ]       | [ʂ]      |          | [x]      |          |          | [χ]      | [χʷ]      | [χː ]    | [χː ʷ]   | [h]    |
| 摩擦音   | 有声音   | [v]  |       | [z]    |        | [ʒ]        | [ʒʷ]       | [ʑ]          | [ʑʷ]         |              | [ʐ]      |          | [ɣ]      |          |          | [ʁ]      | [ʁʷ]      |          |          |        |
| 摩擦音   | 放出音   |      |       |        | [ɬʼ]   |            |            |              |              |              |          |          |          |          |          |          |           |          |          |        |
| 接近音   | 接近音   |      |       |        | [l]    |            |            | [j]          |              |              |          |          |          | [w]      | [wː ]    |          |           |          |          |        |
| ふるえ音 | ふるえ音 |      |       | [r]    |        |            |            |              |              |              |          |          |          |          |          |          |           |          |          |        |

## 文字
ウビフ語は文字を持たない言語であったが、言語学者が自著に記述する際に作成された文字体系が存在する。

### ジョルジュ・デュメジルおよびハンス・フォークト
以下は特に多くのウビフ語の記録を行ったジョルジュ・デュメジル:13及びハンス・フォークト:13により記述された便宜上の文字である。
デュメジルは母音を３つ、フォークトは母音を４つに設定した。そのため両者の表記体系には差異があり、ここではデュメジルの著書における表記を赤字、フォークトの著書における表記を青字、外来語(主にトルコ語)でのみ現れる音素を橙字で示した。
[kʼ]をデュメジルは固有音素として数えている一方、フォークトは固有音素として数えていない。
| a /ɜ/ /a/ | ạ , aː /ɐ/ /aː / | b /b/      | ḇ /bˤ/    | c /t͡s/    | c’ /t͡sʼ/  | ċ /t͡ɕ/    | ċ’ /t͡ɕʼ/  | c° /t͡ɕʷ/  | c°’ /t͡ɕʷʼ/ |
| č /ʈ͡ʂ/    | č’ /ʈ͡ʂʼ/         | čʹ /t͡ʃ/    | čʹ’ /t͡ʃʼ/ | d /d/     | d° /dʷ/   | e /e/     | f /f/     | g /g/     | gʹ /gʲ/    |
| g° /gʷ/   | h /h/            | ı /ɯ/      | i /i/     | k /k/     | k’ /kʼ/   | kʹ /kʲ/   | kʹ’ /kʲʼ/ | k° /kʷ/   | k°’ /kʷʼ/  |
| l /l/     | λ , ɬ /ɬ/        | λ’ /ɬʼ/    | m /m/     | m̱ /mˤ/    | n /n/     | o /o/     | ö /œ/     | oː /oː /  | p /p/      |
| p’ /pʼ/   | p̄ /pˤ/           | p̄’ /pˤʼ/   | q /q/     | q’ /qʼ/   | qʹ /qʲ/   | qʹ’ /qʲʼ/ | q° /qʷ/   | q°’ /qʷʼ/ | q̄ /qˤ/     |
| q̄’ /qˤʼ/  | q̄° /qʷˤ/         | q̄°’ /qʷˤʼ/ | r /r/     | s /s/     | ṡ /ɕ/     | s° /ɕʷ/   | š° /ʃʷ/   | š /ʂ/     | šʹ /ʃ/     |
| t /t/     | t° /tʷ/          | t’ /tʼ/    | t°’ /tʷʼ/ | u /u/     | ü /y/     | v /v/     | v̱ /vˤ/    | w /w/     | w̱ /wˤ/     |
| x /χ/     | xʹ /χʲ/          | x° /χʷ/    | x̄ /χˤ/    | x̄° /χˤʷ/  | χ /x/     | y /j/     | z /z/     | ż /ʑ/     | z° /ʑʷ/    |
| ž° /ʒʷ/   | ž /ʐ/            | žʹ /ʒ/     | γ /ʁ/     | γʹ /ʁʲ/   | γ° /ʁʷ/   | γ̄ /ʁˤ/    | γ̄° /ʁˤʷ/  | ǧ /ɣ/     | ʒ /d͡z/     |
| ʒ̇ /d͡ʑ/    | ʒ° /d͡ʑʷ/         | ǯ /ɖ͡ʐ/     | ǯʹ /d͡ʒ/   | ʹ , ? /ʔ/ | ə /ɨ/ /ə/ |           |           |           |            |

### フェンウィックによる「実用的なウビフ語の正書法」
以下はフェンウィックにより提案されたトルコ語キーボードで入力可能な「実用的なウビフ語の正書法」(an Ubykh practical orthography) である:210-211。
| e /ɜ/     | a /ɐ/     | b /b/     | bh /bˤ/   | ts /t͡s/    | tsʼ /t͡sʼ/ | çi /t͡ɕ/  | çʼi /t͡ɕʼ/ | çü /t͡ɕʷ/  | çʼü /t͡ɕʷʼ/ |
| çr /ʈ͡ʂ/   | çʼr /ʈ͡ʂʼ/ | ç /t͡ʃ/    | çʼ /t͡ʃʼ/  | d /d/      | du /dʷ/   | f /f/    | gi /gʲ/   | gu /gʷ/   | h /h/      |
| ki /kʲ/   | kʼi /kʲʼ/ | ku /kʷ/   | kʼu /kʷʼ/ | l /l/      | lh /ɬ/    | lʼh /ɬʼ/ | m /m/     | mh /mˤ/   | n /n/      |
| ew /ɜw/   | p /p/     | pʼ /pʼ/   | ph /pˤ/   | pʼh /pˤʼ/  | q /q/     | qʼ /qʼ/  | qi /qʲ/   | qʼi /qʲʼ/ | qu /qʷ/    |
| qʼu /qʷʼ/ | qh /qˤ/   | qʼh /qˤʼ/ | qö /qʷˤ/  | qʼö /qʷˤʼ/ | r /r/     | s /s/    | şi /ɕ/    | şü /ɕʷ/   | şu /ʃʷ/    |
| şr /ʂ/    | ş /ʃ/     | t /t/     | tu /tʷ/   | tʼ /tʼ/    | tʼu /tʷʼ/ | vh /vˤ/  | w /w/     | wh /wˤ/   | x /χ/      |
| xi /χʲ/   | xu /χʷ/   | xh /χˤ/   | xö /χˤʷ/  | x̑ /x/      | y /j/     | z /z/    | ji /ʑ/    | jü /ʑʷ/   | ju /ʒʷ/    |
| jr /ʐ/    | j /ʒ/     | ğ /ʁ/     | ği /ʁʲ/   | ğu /ʁʷ/    | ğh /ʁˤ/   | ğö /ʁˤʷ/ | g̑ /ɣ/     | dz /d͡z/   | ci /d͡ʑ/    |
| cü /d͡ʑʷ/  | cr /ɖ͡ʐ/   | c /d͡ʒ/    | ı /ɨ/     |            |           |          |           |           |            |

### ベルシロフ
以下はベルシロフにより出版された「ウビフ語－アディゲ語－ロシア語辞書」で用いられたキリル文字ベースの正書法である。
| а /ɜ/      | э /ɐ/     | б /b/     | б /bˤ/    | ц /t͡s/      | цӀ /t͡sʼ/  | ц˙ /t͡ɕ/   | ц˙Ӏ /t͡ɕʼ/  | цу /t͡ɕʷ/   | цӀу /t͡ɕʷʼ/ |
| ч /ʈ͡ʂ/     | кӀ /ʈ͡ʂʼ/  | чъ /t͡ʃ/   | чӀ /t͡ʃʼ/  | д /d/       | ду /dʷ/   | ф /f/     | гь /gʲ/    | гу /gʷ/    | хь /h/     |
| кь /kʲ/    | кӀь /kʲʼ/ | ку /kʷ/   | кӀу /kʷʼ/ | л /l/       | лъ /ɬ/    | лӀ /ɬʼ/   | м /m/      | м /mˤ/     | н /n/      |
| о /ɜw/     | п /п/     | пӀ /pʼ/   | п /pˤ/    | пӀ /pˤʼ/    | къ /q/    | кӀъ /qʼ/  | къь /qʲ/   | кӀъь /qʲʼ/ | къу /qʷ/   |
| кӀъу /qʷʼ/ | къ /qˤ/   | кӀъ /qˤʼ/ | къу /qʷˤ/ | кӀъу /qʷˤʼ/ | р /r/     | с /s/     | ш˙ъ /ɕ/    | шу /ɕʷ/    | шъу /ʃʷ/   |
| ш /ʂ/      | щ /ʃ/     | т /t/     | ту /tʷ/   | тӀ /tʼ/     | тӀу /tʷʼ/ | в /vˤ/    | у /w/      | у /wˤ/     | хъ /χ/     |
| хъь /χʲ/   | хъу /χʷ/  | хъ /χˤ/   | хъу /χˤʷ/ | х /x/       | й /j/     | з /z/     | ж˙ъ жъ /ʑ/ | жу /ʑʷ/    | жъу /ʒʷ/   |
| ж /ʐ/      | жь /ʒ/    | гъ /ʁ/    | гъь /ʁʲ/  | гъу /ʁʷ/    | гъ /ʁˤ/   | гъу /ʁˤʷ/ | г /ɣ/      | дз /d͡z/    | д˙з /d͡ʑ/   |
| дзу /d͡ʑʷ/  | дж /ɖ͡ʐ/   | джь /d͡ʒ/  | ы /ɨ/     |             |           |           |            |            |            |

## 文法
ウビフ語は能格言語であるため、対格言語である日本語から見ると自動詞の主格と他動詞の目的格が文法上同じ扱いをする。また、マーカーによって語の文法的機能の付与を行う。
動詞は語幹に対して絶対格・斜格・能格といった人称、時制、否定、アスペクト、絶対格の単複などといった情報がマーカーで付与される。このような形態を「スロット型」と呼びマーカーの付与には定められた順番が存在するが、否定形と絶対格の単複の付与形態は時制毎に異なっており、特に単複については時制マーカーそのものが変形する場合や、一部動詞では語幹そのものが変形する場合があるなど非常に複雑である。

### 格
ウビフ語では5種類の基底となる格が存在する:33-45。ただし、接尾辞は5種類以上ある。
- 絶対格 (abs): 単数・複数共に無標。
- 能格－斜格[注釈 11] (obl-erg): 単数 -n 複数 -nɜ
- 副詞格 (adv): -nɨ

形容詞に対して用いることで副詞の機能を付与する。副詞は動詞に対して前置修飾である。
| jɜdɜ-n   | ɐ-ʈ͡ʂʼɜ-gʲɨʁɨ-ø                |
| 多い-adv | 3sg.abs-良い-とても-stat.pres |
とても良い:67
- 処格 (loc): -ʁɜ

| ɐ-tʷɜχʷɜ-qɜfɜ-ʁɜ | ɐ-kʲʼɜ-qʼɜ-n         |
| その-川-沿岸-loc | 3pl.abs-行く-pret-pl |
彼らは川岸へ行った
- 共格－具格[注釈 12](com-instr): -ɐlɜ

共格マーカー-ɐlɜは日本語の”～と”(and)の意味合いも持つ。
| ɐjdɜ-χɨ[注釈 13]-n-gʲɨ          | ɕʷɨbˤɜ-ɐlɜ | psɜ-ɐlɜ | ø-ø-χʷɜdɜ-n                        | ɐ-j-nɨ-w-q’ɜ                            |
| 他.sg-属する.sg[注釈 14]-erg-も | チーズ-com | 魚-com  | 3sg.abs-3sg.erg-買う-conv[注釈 15] | 3pl.abs-prev[注釈 16]-3sg.erg-運ぶ-pret |
もう一人もチーズと魚を買って持ってきた
- 具格(instr): -ɜwn(ɨ) [注釈 17]

| bɜrdɜnɜqʷɜ-gʲɨ | ʁɜ-tʼqʷʼɜ-qʼɐpʼɜ-ɜwn           | ɐ-t͡ʃɐʁɜ              | ø-ø-qʷʼɜ-n                | (...) |
| バダノコ-も    | 3sg.poss[注釈 18]-2つ-手-instr | その-コップ[注釈 19] | 3sg.abs-3sg.erg-取る-conv | (...) |
バダノコも両手でコップを取って…:435

### 基本文型
基本文形はSVまたはAOV,Agent(動作主)-Object(目的語)-Verb(動詞)である:151。
絶対格と斜格はどちらが先頭に来ても語の強調といった意味の変化はない:153。
- 例 (絶対格 斜格 動詞)

| ɐ-ʁʷɨndʷɨ    | ɐ-ʁʷɨn-ʂɜ-n      | ø-ø-ʂɨqʷʼɐ-tʷʼɜs-qʼɜ           |
| その-鳥(abs) | その-頂点-木-obl | 3sg.abs-3sg.obl-prev-座る-pret |
鳥が木の頂に止まった:35:122
- 例 (斜格 絶対格 動詞)

| zɜ-tɨtɨ-n           | tʼqʷʼɜ-qʷɜ    | ø-ø-qʼɐ-ʁ-qʼɜ.                         |
| 1つ[注釈 21]-男-obl | 2つ-息子(abs) | 3pl.abs-3sg.obl-手で(prev)-抱える-pret |
とある男が2人の息子を持っていた:72
- 例 (能格 絶対格 動詞)

| ʁʷɜ         | zɜkʲʼɜ | sɨ-pʃɜ             | dɜ-ø-w-bɨjɜ-q’ɜ-ʁɐfɜ                          | wɨ-ʃʷɐt͡ʃɜ-n.      |
| あなた(erg) | 一度   | 1sg.poss-後ろ(abs) | sub[注釈 22]-3sg.abs-2sg.erg-見る-pret-だから | 2sg.abs-笑う-pres |
あなたは一度私の後ろを見たから笑っている

### 名詞の修飾
形容詞は名詞に対して後置修飾である:375:63-65,150。
| zɜ-pχʲɜɕʷ-ɐnɨɕʷɜ |
| 1つ-女-美しい    |
(1人の,とある)美しい女性:155
また、動詞の過去形を形容詞として名詞に修飾し、複合語を作る事がある:65-67。
| t͡ʃɜ-tʷʼɜ-qʼɜ |
| 乳-膿む-pret |
ヨーグルト (直訳:膿んだ乳):104

### 動作動詞
動作動詞は語根に決まった順番で接辞的要素を置く「スロット型」と呼ばれる構造を取っている。
フェンウィックは語根を含め27個のスロットがあるとしている:98。全てのスロットが埋まる訳ではないが、アブハズ語の17個と比べると多い。
重要な要素のみを取り上げると動詞は以下のような構造をしている:98-99。
「絶対格(abs)-斜格(obl)-関係動詞前辞-斜格(obl)-動詞前辞(prev)-能格(erg)-否定辞(neg)-動詞語根-アスペクト-複数辞(pl)-時制-複数辞(pl)-否定辞(neg)」
複数辞と否定辞のスロットが各2個あるがこれは時制によって出現位置が変わるためである。後述。

人称は1人称から3人称まで存在し、単数・複数の区別がある:74:378,396:76-77,101。アブハズ語で見られるような男女の区別は存在しない。

#### 人称代名詞
テヴフィク・エセンチはしばしば1人称複数をʃɜɬɜ, 2人称複数ɕʷɜɬɜと省略していたが、他のウビフ語話者から間違いであると指摘されていた:77。
|      | 1人称     | 2人称      | 3人称  |
| ---- | --------- | ---------- | ------ |
| 単数 | sɨʁʷɜ     | wʁʷɜ, ʁʷɜ  | ɐʁʷɜ   |
| 複数 | ʃɨʁʷɜ(ɬɜ) | ɕʷɨʁʷɜ(ɬɜ) | ɐʁʷɜɬɜ |

#### 絶対格人称マーカー
|      | 1人称 | 2人称  | 3人称           | 無人称 |
| ---- | ----- | ------ | --------------- | ------ |
| 単数 | s(ɨ)- | w(ɨ)-  | ɐ-, jɨ-, ɨ-, ø- | jɜ-    |
| 複数 | ʃ(ɨ)- | ɕʷ(ɨ)- | ɐ-, jɨ-, ø-     | jɜ-    |

- 無人称絶対格マーカーは本来絶対格を取らなければならない他動詞で絶対格を取らない時に用いる。

| t͡ʃʼɜχʷɜ | jɜ-sɨ-fɨ-qʼɜ-mɜ.                 |
| 今日    | null.abs-1sg.erg-食べる-pret-neg |
今日、私はまだ何も食べていない:108
3人称マーカーが複数あるが、これは以下のルールに従う:394-396:103-104。
- 自動詞
  - 3人称単数ならばɐ-またはø-, 3人称複数ならばɐ-
- 斜格を伴う自動詞・斜格を伴わない他動詞
  - 後続の人称マーカーが1人称または2人称ならば単数ɐ-またはø-,複数ɐ-
  - 後続の人称マーカーが3人称単数なら単数複数共にjɨ-またはø-
  - 後続の人称マーカーが3人称複数なら、無標(ø-)。
- 斜格を伴う他動詞
  - 斜格人称マーカーが1人称または2人称ならばいかなる能格でも単数ɐ-またはø-,複数ɐ-
  - 斜格が3人称単数なら、いかなる能格でもjɨ-。更に能格が3人称単数ならば無標にできる(ø-)。
  - 斜格が3人称複数なら、いかなる能格でも無標(ø-)。
- 絶対格人称マーカーにアクセントがあるとき、jɨ-はɨ-になる事がある。

#### 斜格人称マーカー
後続するマーカーまたは動詞の語根が有声音かつ斜格人称マーカーにアクセントが無い時、1人称単数・1人称複数・2人称複数マーカーは対応する有声音になる。
|      | 1人称     | 2人称          | 3人称 |
| ---- | --------- | -------------- | ----- |
| 単数 | s(ɨ)-, z- | w(ɨ)-          | ø-    |
| 複数 | ʃ(ɨ)-, ʒ- | ɕʷ(ɨ)-, ʑʷ(ɨ)- | ɐ-    |

#### 関係動詞前辞
関係動詞前辞は必ずoblaを伴って出現し、またoblaは必ず関係動詞前辞を伴って出現する。
関係動詞前辞は3種類ある:110。
- 受益者格（英語版） (ben): -χʲɜ-

oblaのために、oblaに向けて動作を行う
| ɐ-w-χʲɜ-s-ʃ-ɜwt                          |
| 3sg.abs-2sg.obla-ben-1sg.erg-する-fut.ii |
私はあなたaのために3sg.absをするでしょう:166:165
| ɐ-nkʲɜ-nɨ     | ʃɨ-zɜ-χʲɜ-ʃ-nɜ-ɜw                             |
| その-友達-adv | 1pl.abs-recip.obla[注釈 24]-ben-なる-pl-fut.i |
お互いaに友達になりましょう:152
- 被害者格[注釈 25] (mal): -t͡ɕʷʼɨ-

oblaの意向に反して、oblaに逆らって動作を行う
| ɐ-s-t͡ɕʷʼɨ-ø-ʁʷɐ-tʷʼɨ-qʼɜ                       |
| 3sg.abs-1sg.obla-mal-3sg.oblb-prev-離れる-pret |
3sg.oblbは私aの願いに反して3sg.absを出てきた:111
- 共格 (com): -d͡ʒɨ-

oblaと共に動作を行う
| jɜ-zɜ-d͡ʒɨ-nɐ-d͡ʑʷɜ-qʼɜ                     |
| null.abs-recip.obla-com-3pl.erg-飲む-pret |
3pl.ergは一緒aに飲んだ:110

#### 能格人称マーカー
後続するマーカーまたは動詞の語根が有声音かつ能格人称マーカーにアクセントが無い時、1人称単数・1人称複数・2人称複数マーカーは対応する有声音になる。
|                            | 1人称     | 2人称          | 3人称                      | 3人称 |
| 斜格または動詞前辞が無い時 | 1人称     | 2人称          | 斜格または動詞前辞が有る時 |       |
| -------------------------- | --------- | -------------- | -------------------------- | ----- |
| 単数                       | s(ɨ)-, z- | w(ɨ)-          | ø-                         | n(ɨ)- |
| 複数                       | ʃ(ɨ)-, ʒ- | ɕʷ(ɨ)-, ʑʷ(ɨ)- | ɐ-                         | nɐ-   |

#### アスペクト
アスペクトは5種類ある。
- 習慣相[注釈 27] (hab): -gʲɜ-

習慣となっている動作を表す。
| ɐ-wɨrɨs-ɐlɜ     | ʃɨ-zɜjɜ-gʲɜ-ɐ-nɜjɬ       |
| その-ロシア-com | 1pl.abs-戦う-hab-pl-impf |
私たちはいつもロシアと戦争していた:55
- 反復相[注釈 28] (iter): -ɐj(ɨ)-

動作の反復を表すが、一部の動詞では意味が変化する。
| ɐ-wɨ-s-tʷɨ-n                        |
| 3sg.abs-2sg.obl-1sg.erg-あげる-pres |
私はあなたに3sg.absをあげる:52
| ɐ-wɨ-s-tʷ-ɐjɨ-n                          |
| 3sg.abs-2sg.obl-1sg.erg-あげる-iter-pres |
私はあなたに3sg.absを返す (再びあげる）:52
- 完全相[注釈 29] (exh): -lɜ-

完全な動作、完結した動作を表す。
| ɐ-s-t͡ɕʼɜ-ɐj-lɜ-n                   |
| 3sg.abs-1sg.erg-知る-iter-exh-pres |
私は完全に3sg.absを覚えている:70:127
| ʁɜ-ɬɐpʼɜ      | dʁɜ-ø-ø-pʼt͡ɕʼɜ-lɜ-tʼɨn            | (...) |
| 3sg.poss-foot | sub-3sg.abs-3sg.erg-洗う-exh-conv | (...) |
3sg.absが足を洗い終えると…:126
- 過大相[注釈 30] (exc): -t͡ɕʷɜ-

度の超えた動作を表す。
| jɜ-s-fɨ-t͡ɕʷɜ-n.                  |
| null.abs-1sg.erg-食べる-exc-pres |
私は食べ過ぎている:56:126
- 可能相[注釈 31] (pot): -fɜ-

動作の可能・不可能を表す。
| s-kʲʼɜ-fɜ-qʼɜ-mɜ          |
| 1sg.abs-行く-pot-pret-neg |
私は行けなかった:51

#### 時制
ウビフ語の時制は8個:146-147から10個存在する。
以下に示すマーカーは単数・肯定形である。
- 現在形 (pres): -n

テヴフィク・エセンチのウビフ語では現在形と現在進行形の両方を意味する。
| wɨ-z-bjɜ-n                |
| 2sg-abs-1sg.erg-見る-pres |
私はあなたを見る、見ている:148
- 過去形 (pret[注釈 34]): -qʼɜ

単純過去(Preterite)を表す。
| ɐ-tɨt        | ø-qˤɜ-qʼɜ         |
| その-男(abs) | 3sg.abs-走る-pret |
その男は走った:370
- 未来形Ⅰ (fut.i): -ɜw

未来形ⅠではⅡよりも確実的未来、即時的未来を表す他、提案にも用いられる。
| ɐ-nkʲɜ-nɨ     | ʃɨ-zɜ-χʲɜ-ʃ-nɜ-ɜw                    |
| その-友達-adv | 1pl.abs-recip.obla-ben-なる-pl-fut.i |
お互いaに友達になりましょう:152
- 未来形Ⅱ (fut.i): -ɜwt

Ⅰよりも比較的曖昧な、一般的な未来を表す。
| ɐ-w-χʲɜ-s-ʃ-ɜwt                          |
| 3sg.abs-2sg.obla-ben-1sg.erg-する-fut.ii |
私はあなたaのために3sg.absをするでしょう:166:165
- 半過去 (impf): -nɜjtʼ

いわゆる過去進行形、「～していた」を表す。
| ɐ-wɨrɨs-ɐlɜ     | ʃɨ-zɜjɜ-gʲɜ-ɐ-nɜjɬ       |
| その-ロシア-com | 1pl.abs-戦う-hab-pl-impf |
私たちはいつもロシアと戦争していた:55
- 大過去 (plup): -qʼɜjtʼ

いわゆる過去完了形、動作が過去に完了した事を表す。
| wɨ-gʲɨd͡zɜ-s-ʃ-qʼɜjtʼ             | sɨ-qʷɜ        | zɐqˤɜ | sɨ-jɜrt͡ʃχɐw           |
| 2sg.abs-大きい-1sg.erg-なる-plup | 1sg.poss-息子 | 唯一  | 1sg.poss-イェルチハウ |
私が育てた一人息子のイェルチハウ:151:60
- 仮定Ⅰ (cond.i[注釈 35]): -ɜwjtʼ

仮定ⅠとⅡは過去における未来、「～だっただろう」を意味する。
未来形とは逆で仮定Ⅰでは不確実な未来を示す。
| ɐ-t͡ɕɜlɨ-n         | ɐ-ʃ-ɜwjtʼ          |
| その-より良い-adv | 3s.abs-なる-cond.i |
そのほうが良かっただろう:154
- 仮定Ⅱ (cond.ii): -ɜwtʷqʼɜ

過去における未来を示すが、仮定Ⅰよりも確実な未来である。
| zɜ-pχʲɜɕʷ-ɐnɨɕʷɜ | dɜ-ø-j-kʲʼɜ-ɜwtʷqʼɜ          | ø-ʁɜ-ɐ-qʷʼ-gʲɜ-nɜjtʼ              |
| 1つ-女-美しい    | sub-1s.abs-prev-行く-cond.ii | 3s.abs-3s.poss-prev-聞く-hab-impf |
3s.absは(1人の,とある)美しい女性が来るといつも聞いていた:155

複数形・否定形の作り方は時制ごとに異なり、また話者によって作り方に若干の差異があった。
時制の単数・複数は絶対格の単数・複数に依存する。たとえ斜格・能格が複数でも絶対格が単数ならば時制は単数である。
ただし、2人称複数が斜格または能格にある場合は、絶対格が単数でも時制は複数となる。
| 時制      | グロス  | 肯定       | 肯定       | 否定         | 否定           |
| 時制      | グロス  | 絶対格単数 | 絶対格複数 | 絶対格単数   | 絶対格複数     |
| --------- | ------- | ---------- | ---------- | ------------ | -------------- |
| 現在形    | pres    | -n         | -ɐ-n       | -m(ɨ)-語根-n | -m(ɨ)-語根-ɐ-n |
| 過去形    | pret    | -qʼɜ       | -qʼɜ-n     | -qʼɜ-mɜ      | -qʼɜ-nɜ-mɜ     |
| 未来形(Ⅰ) | fut.i   | -ɜw        | -nɜ-ɜw     | -ɜmɨt        | -nɜ-ɜmɨt       |
| 未来形(Ⅱ) | fut.ii  | -ɜwt       | -nɜ-ɜwt    | -ɜwmɨt       | -nɜ-ɜwmɨt      |
| 半過去    | impf    | -nɜjtʼ     | -ɐ-nɜjɬ    | -nɜjtʼ-mɜ    | -ɐ-nɜjɬɜ-mɜ    |
| 大過去    | plup    | -qʼɜjtʼ    | -qʼɜjɬ     | -qʼɜjtʼ-mɜ   | -qʼɜjɬɜ-mɜ     |
| 仮定(Ⅰ)   | cond.i  | -ɜwɨjtʼ    | -nɜ-ɜwɨjɬ  | -ɜwɨjtʼ-mɜ   | -nɜ-ɜwɨjɬɜ-mɜ  |
| 仮定(Ⅱ)   | cond.ii | -ɜwtʷqʼɜ   | -ɜwtʷqʼɜ-n | -ɜwtʷqʼɜ-mɜ  | -ɜwtʷqʼɜ-nɜ-mɜ |

- 例: 他動詞 bjɜ (見る)の肯定形[18]:148

能格は一人称単数固定で、絶対格を二人称単数・二人称複数としている。
| 時制      | 絶対格単数   | 絶対格複数     |
| --------- | ------------ | -------------- |
| 現在形    | wɨzbjɜn      | ɕʷɨzbjɐn       |
| 過去形    | wɨzbjɜqʼɜ    | ɕʷɨzbjɜqʼɜn    |
| 未来形(Ⅰ) | wɨzbjɜw      | ɕʷɨzbjɜnɜw     |
| 未来形(Ⅱ) | wɨzbjɜwt     | ɕʷɨzbjɜnɜwt    |
| 半過去    | wɨzbjɜnɜjtʼ  | ɕʷɨzbjɐnɜjɬ    |
| 大過去    | wɨzbjɜqʼɜjtʼ | ɕʷɨzbjɜqʼɜjɬ   |
| 仮定(Ⅰ)   | wɨzbjɜwɨjtʼ  | ɕʷɨzbjɜnɜwɨjtʼ |
| 仮定(Ⅱ)   | wɨzbjɜwtʷqʼɜ | ɕʷɨzbjɜwtʷqʼɜn |

- 例: 自動詞 kʷʼɨ (殺す)の否定形[19]:391-392

能格は一人称単数固定で、絶対格を二人称単数・二人称複数としている。
| 時制      | 絶対格単数      | 絶対格複数         |
| --------- | --------------- | ------------------ |
| 現在形    | wɨsɨmkʷʼɨn      | ɕʷɨsɨmkʷʼɐn        |
| 過去形    | wɨskʷʼqʼɜmɜ     | ɕʷɨskʷʼqʼɜnɜmɜ     |
| 未来形(Ⅰ) | wɨskʷʼɜmɨt      | ɕʷɨskʷʼɨnɜmɨt      |
| 未来形(Ⅱ) | wɨskʷʼɜwmɨt     | ɕʷɨskʷʼɨnɜwmɨt     |
| 半過去    | wɨskʷʼɨnɜjtʼmɜ  | ɕʷɨskʷʼɐnɜjɬɜmɜ    |
| 大過去    | wɨskʷʼqʼɜjtʼmɜ  | ɕʷɨskʷʼqʼɜjɬɜmɜ    |
| 仮定(Ⅰ)   | wɨskʷʼɜwɨjtʼmɜ  | ɕʷɨskʷʼɨnɜwɨjɬɜmɜ  |
| 仮定(Ⅱ)   | wɨskʷʼɜwtʷqʼɜmɜ | ɕʷɨskʷʼɜwtʷqʼɜnɜmɜ |

#### 基本動詞型
自動詞、斜格のある自動詞、他動詞、斜格のある他動詞の4パターンに分かれる。デュメジルはこれをA~Dパターンと分類した:85:393:97。
- 自動詞(A)

| ɐ-tɨt        | ø-qˤɜ-qʼɜ         |
| その-男(abs) | 3sg.abs-走る-pret |
その男は走った:370
| ɐ-tɨt        | ɐ-qˤɜ-qʼɜ-n          |
| その-男(abs) | 3pl.abs-走る-pret-pl |
その男たちは走った:370
- 斜格のある自動詞(B)

| sɨ-wɨ-jɜ-n                |
| 1sg.abs-2sg.obl-殴る-pres |
私はあなたを殴る:87
- 他動詞(C)

| sɨ-ʑʷ-bjɜ-ɐ-n.               |
| 1sg.abs-2pl.erg-見る-pl-pres |
あなたたちは私を見る:87-88
| ɕʷɨ-z-bjɜ-ɐ-n.               |
| 2pl.abs-1sg.erg-見る-pl-pres |
私はあなたたちを見る:87-88
- 斜格のある他動詞(D)

| ɐ-sɨ-wɨ-tʷɨ-n.                      |
| 3sg.abs-1sg.obl-2sg.erg-あげる-pres |
あなたは3sg.absを私にあげる:90-92
斜格または能格で二人称複数形が出現する場合は時制が複数形となるため、絶対格において三人称単数・三人称複数の区別ができない。
| ɐ-ɕʷɨ-s-tʷɨ-ɐ-n.                       |
| 3sg.abs-2pl.obl-1sg.erg-あげる-pl-pres |
私は3sg.absをあなたたちにあげる:90-92
| ɐ-ɕʷɨ-s-tʷɨ-ɐ-n.                       |
| 3pl.abs-2pl.obl-1sg.erg-あげる-pl-pres |
私は3pl.absをあなたたちにあげる:90-92
- 斜格が2個ある例

| ɐ-s-χʲɜ-w-ʁɜ-nɨ-wtʷɨ-ɐj-ɜwt                                     |
| 3sg.abs-1sg.obla-ben-2sg.oblb-prev-3sg.erg-取り除く-iter-fut.ii |
3sg.ergは3sg.absをあなたbから私aへ奪い返すだろう:102:100

### 状態動詞
動作動詞と概ね同じ構造を取るが、時制が動作動詞と異なり、現在と過去の2種類のみである:123-124。
名詞や形容詞が述語となる場合も状態動詞と同じ時制を用いて複合語を作る。
| 時制   | グロス    | 肯定       | 肯定       | 否定       | 否定       |
| 時制   | グロス    | 絶対格単数 | 絶対格複数 | 絶対格単数 | 絶対格複数 |
| ------ | --------- | ---------- | ---------- | ---------- | ---------- |
| 現在形 | stat.pres | -ø         | -n         | -mɜ        | -nɜ-mɜ     |
| 過去形 | stat.past | -jtʼ       | -jɬ        | -jtʼ-mɜ    | -jɬɜ-mɜ    |

| ɐ-gʲɨd͡zɜ-jɬɜ-mɜ                 |
| 3pl.abs-大きい-stat.past.pl-neg |
3pl.absは大きくなかった:389:124

### 数字
ウビフ語は北西コーカサス語族の他言語と同じく、20進数である。共格マーカー-ɐlɜを用いる事で21以上の数を表現できる:416-417:90-91。
| 数 | 数詞   | 数 | 数詞      | 数   | 数詞                          | 数    | 数詞        |
| -- | ------ | -- | --------- | ---- | ----------------------------- | ----- | ----------- |
| 1  | zɜ     | 11 | ʒʷɨzɜ     | 21   | tʼqʷʼɜtʷʼɐlɜ zɐlɜ             | 10000 | ʒʷɨmin      |
| 2  | tʼqʷʼɜ | 12 | ʒʷɨtʼqʷʼɜ | 30   | tʼqʷʼɜtʷʼɐlɜ ʒʷɐlɜ            | 100万 | zɜʒʷɨʃʷɜmin |
| 3  | ɕɜ     | 13 | ʒʷɨɕɜ     | 40   | tʼqʷʼɜmt͡ɕʼɜtʼqʷʼɜtʷʼ          |       |             |
| 4  | pʼɬʼɨ  | 14 | ʒʷɨpʼɬʼ   | 50   | tʼqʷʼɜmt͡ɕʼɜtʼqʷʼɜtʷʼɐlɜ ʒʷɐlɜ |       |             |
| 5  | ʃxɨ    | 15 | ʒʷɨʃx     | 60   | ɕɜmt͡ɕʼɜtʼqʷʼɜtʷʼ              |       |             |
| 6  | fɨ     | 16 | ʒʷɨf      | 80   | pʼɬʼɨmt͡ɕʼɜtʼqʷʼɜtʷʼ           |       |             |
| 7  | blɨ    | 17 | ʒʷɨbl     | 100  | ʃʷɜ                           |       |             |
| 8  | ʁʷɜ    | 18 | ʒʷɨʁʷɜ    | 200  | tʼqʷʼɜʃʷɜ                     |       |             |
| 9  | bʁʲɨ   | 19 | ʒʷɨbʁʲ    | 300  | ɕɨʃʷɜ                         |       |             |
| 10 | ʒʷɨ    | 20 | tʼqʷʼɜtʷʼ | 1000 | min                           |       |             |

- 例

| bɨn-ɐlɜ  | bʁʲɨʃʷɜ-ɐlɜ | pʼɬʼɨ-ʃʷɜ-ɜwn | sɨ-ʁˤ-qʼɜ.            |
| 1000-com | 900-com     | 4-年-instr    | 1sg.abs-生まれる-pret |
私は1904年に生まれた:66